# Pythiaceae
Famille
Les Pythiaceae sont une famille de pseudo-champignons de l'ordre des Peronosporales.
Le genre principal est Pythium, qui comprend de nombreuses espèces phytopathogènes, responsables de la fonte des semis.

## Liste des genres
Selon Catalogue of Life (16 novembre 2014) :
- genre Aquaperonospora
- genre Cystosiphon
- genre Diasporangium
- genre Globisporangium
- genre Lagenidium
- genre Myzocytium
- genre Ovatisporangium
- genre Ovipoculum
- genre Paralagenidium
- genre Phytopythium
- genre Pythium
- genre Trachysphaera

Selon ITIS (16 novembre 2014) :
- genre Phytophthora Bary, 1876
- genre Pythium

## Liste des genres et espèces
Selon NCBI (16 novembre 2014) :
- genre Diasporangium
- genre Elongisporangium
  - Elongisporangium anandrum
  - Elongisporangium undulatum
- genre Globisporangium
  - Globisporangium intermedium
- genre Halophytophthora
  - Halophytophthora avicenniae
  - Halophytophthora bahamensis
  - Halophytophthora batemanensis
  - Halophytophthora elongata
  - Halophytophthora epistomium
  - Halophytophthora exoprolifera
  - Halophytophthora masteri
  - Halophytophthora mycoparasitica
  - Halophytophthora operculata
  - Halophytophthora polymorphica
  - Halophytophthora porrigovesica
  - Halophytophthora spinosa
  - Halophytophthora vesicula
- genre Ovatisporangium
  - Ovatisporangium citrinum
  - Ovatisporangium litorale
  - Ovatisporangium montanum
- genre Pythium
  - Pythium abappressorium
  - Pythium acanthicum
  - Pythium acanthophoron
  - Pythium acrogynum
  - Pythium adhaerens
  - Pythium afertile
  - Pythium amasculinum
  - Pythium angustatum
  - Pythium aphanidermatum
  - Pythium apiculatum
  - Pythium apinafurcum
  - Pythium apleroticum
  - Pythium aquatile
  - Pythium aristosporum
  - Pythium arrhenomanes
  - Pythium attrantheridium
  - Pythium baisense
  - Pythium bifurcatum
  - Pythium breve
  - Pythium buismaniae
  - Pythium butleri
  - Pythium campanulatum
  - Pythium camurandrum
  - Pythium canariense
  - Pythium capillosum
  - Pythium carolinianum
  - Pythium catenulatum
  - Pythium cederbergense
  - Pythium chamaihyphon
  - Pythium chondricola
  - Pythium coloratum
  - Pythium conidiophorum
  - Pythium contiguanum
  - Pythium cryptoirregulare
  - Pythium cylindrosporum
  - Pythium cystogenes
  - Pythium debaryanum
  - Pythium delawarense
  - Pythium deliense
  - Pythium destruens
  - Pythium diclinum
  - Pythium dimorphum
  - Pythium dissimile
  - Pythium dissotocum
  - Pythium echinulatum
  - Pythium emineosum
  - Pythium erinaceum
  - Pythium flevoense
  - Pythium folliculosum
  - Pythium glomeratum
  - Pythium graminicola
  - Pythium grandisporangium
  - Pythium guiyangense
  - Pythium helicandrum
  - Pythium heterothallicum
  - Pythium hydnosporum
  - Pythium hypogynum
  - Pythium indigoferae
  - Pythium inflatum
  - Pythium insidiosum
  - Pythium intermedium
  - Pythium irregulare
  - Pythium iwayamai
  - Pythium jasmonium
  - Pythium kashmirense
  - Pythium kunmingense
  - Pythium longandrum
  - Pythium longisporangium
  - Pythium lucens
  - Pythium lutarium
  - Pythium lycopersicum
  - Pythium macrosporum
  - Pythium mamillatum
  - Pythium marinum
  - Pythium marsipium
  - Pythium mastophorum
  - Pythium megalacanthum
  - Pythium mercuriale
  - Pythium middletonii
  - Pythium minus
  - Pythium monospermum
  - Pythium multisporum
  - Pythium myriotylum
  - Pythium nagaii
  - Pythium nodosum
  - Pythium nunn
  - Pythium okanoganense
  - Pythium oligandrum
  - Pythium oopapillum
  - Pythium ornacarpum
  - Pythium ornamentatum
  - Pythium orthogonon
  - Pythium ostracodes
  - Pythium pachycaule
  - Pythium paddicum
  - Pythium paroecandrum
  - Pythium parvum
  - Pythium pectinolyticum
  - Pythium periilum
  - Pythium periplocum
  - Pythium perplexum
  - Pythium phragmiticola
  - Pythium phragmitis
  - Pythium pleroticum
  - Pythium plurisporium
  - Pythium polare
  - Pythium polymastum
  - Pythium porphyrae
  - Pythium prolatum
  - Pythium proliferatum
  - Pythium pulchrum
  - Pythium pyrilobum
  - Pythium quercum
  - Pythium radiosum
  - Pythium regulare
  - Pythium rhizo-oryzae
  - Pythium rhizosaccharum
  - Pythium rostratifingens
  - Pythium rostratum
  - Pythium salpingophorum
  - Pythium schmitthenneri
  - Pythium scleroteichum
  - Pythium segnitium
  - Pythium selbyi
  - Pythium senticosum
  - Pythium spiculum
  - Pythium spinosum
  - Pythium splendens
  - Pythium sterilum
  - Pythium sukuiense
  - Pythium sulcatum
  - Pythium sylvaticum
  - Pythium takayamanum
  - Pythium tardicrescens
  - Pythium terrestris
  - Pythium torulosum
  - Pythium tracheiphilum
  - Pythium ultimum
  - Pythium uncinulatum
  - Pythium vanterpoolii
  - Pythium vexans
  - Pythium viniferum
  - Pythium violae
  - Pythium volutum
  - Pythium zingiberis